# Église Saint-Pierre de Villevêque
L'église Saint-Pierre est une église située à Villevêque, en France.

## Localisation
L'église est située dans le département français de Maine-et-Loire, sur la commune de Villevêque.

## Historique
L'édifice est inscrit au titre des monuments historiques en 1972.
cette église a été construite au XIe siècle (sic villevèque à travers les ages r.Delavigne)